# بايزيد عثمان
عثمان بايزيد عثمان أوغلي (بالفرنسية: Osman Bayezid)‏ (بالتركية العثمانية: بایزید عثمان)؛ (مواليد 23 يونيو 1924 - 6 يناير 2017) هو الرئيس الرابع والأربعون لسلالة آل عثمان، التي حكمت الدولة العثمانية من 1281 إلى 1922. وألغيت السلطنة في عام 1922، مع حلول جمهورية تركيا الحديثة محلها. وهو الأبن الثاني لحفيد السلطان عبد المجيد الأول، وهو إبراهيم توفيق (بشكطاش، إسطنبول، 24 سبتمبر 1874 – كيميز، نيس، 31 ديسمبر 1931) من زوجته الرابعة خديجة سعدية هانم. لو استمر الحكم العثماني، لكان هو السلطان بايزيد الثالث الكبير. وهو عضو واحد من أصغر فروع بيت آل عثمان.

## الخلافة
في يوم 23 سبتمبر 2009 أصبح رأس آل عثمان بعد وفاة أرطغرل عثمان، لكان يسمى بايزيد الثالث لو بقيت الدولة العثمانية موجودة.